# St. Bernhard (Herrschaft)
Die Herrschaft St. Bernhard war eine Grundherrschaft im Viertel ober dem Manhartsberg im Erzherzogtum Österreich unter der Enns, dem heutigen Niederösterreich.

## Ausdehnung
Die Herrschaft umfasste zuletzt die Ortsobrigkeit über St. Bernhard, Neukirchen, Grünberg, Sitzendorf, Rothweristorf, Schwarzenreith und Niederglobnitz. Der Sitz der Verwaltung befand sich in St. Bernhard. 

## Geschichte
Letzter Inhaber der Allodialherrschaft war Karl Heinrich Freiherr von Ehrenfels, der weiters über die Herrschaften Brunn am Walde Rastbach und Ragelsdorf verfügte. Im Zuge der Reformen 1848/1849 wurde die Herrschaft aufgelöst.